# Celina Turchi
Celina Maria Turchi Martelli es una epidemióloga brasileña, graduada en la Universidad Federal de Goiás e investigadora de la Fundación Oswaldo Cruz (Fiocruz) de Recife. Celina asoció por primera vez el vínculo entre el virus zika y la microcefalia en recién nacidos durante el brote de la enfermedad en Brasil en 2015. Fue seleccionada por la revista Nature como una de las diez personas más notables en el campo de la ciencia en 2016 y por la revista Time como una de las cien personas más influyentes de 2017.

## Vida y carrera
Turchi nació en el estado de Goiás. Se graduó en medicina en la Universidad Federal de Goiás y obtuvo su maestría en Infectología en la Escuela de Higiene y Medicina Tropical de Londres y su doctorado en la Universidad de São Paulo. Se interesó en la investigación de enfermedades transmitidas por mosquitos en 1990, cuando el dengue se propagó en Goiânia.
En 2015 Turchi fue convocada por el Ministerio de Salud de Brasil para investigar el crecimiento de casos de microcefalia en recién nacidos en el estado de Pernambuco. En el Instituto Aggeu Magalhães de Fiocruz, en Recife, dirigió el Grupo de Investigación en Epidemia de Microcefalia, un equipo de trabajo encargado de definir las causas de las malformaciones. Su grupo descubrió que el virus zika incubado en mujeres embarazadas influía en la falta de desarrollo craneal del feto.